# Ichneumon chasmiops
Ichneumon chasmiops är en stekelart som beskrevs av Heinrich 1965. Ichneumon chasmiops ingår i släktet Ichneumon och familjen brokparasitsteklar. Inga underarter finns listade i Catalogue of Life.